# Kaja (Zeitung)
Kaja (zu deutsch „Echo“) war eine überregionale Tageszeitung im Estland der Zwischenkriegszeit.

## Erscheinen
Kaja erschien von 1919 bis 1935. Die erste Ausgabe wurde am 8. November 1919 veröffentlicht. Kaja war Nachfolger der Vorgängerzeitung Maaliit („Landunion“), die 1918/19 erschienen war.
Der Sitz der Redaktion lag in der estnischen Hauptstadt Tallinn. Chefredakteure in der Geschichte der Zeitung waren Karl Einbund, Artur Tupits und Ants Oidermaa.
Kaja wurde als Sprachrohr der konservativ-agrarischen „Estnischen Landvolkunion“ (Eesti Maarahva Liit) gegründet. Die Partei benannte sich 1920 in „Bund der Landwirte“ (Põllumeeste Kogud) um. Sie wurde eine der einflussreichsten Parteien in der Republik Estland. Mit den beiden Spitzenpolitikern Konstantin Päts und Jaan Teemant stellte sie mehrmals den estnischen Staats- und Regierungschef und war an zahlreichen Koalitionsregierungen beteiligt.

## Ende
Am 12. März 1934 riss der geschäftsführende Staats- und Regierungschef Konstantin Päts durch einen unblutigen Putsch die Macht an sich. Päts ließ einen Polizeistaat errichten und regierte autoritär. Die Parteien wurden mit einem Betätigungsverbot belegt. Im Dezember 1934 wurden Presse- und Meinungsfreiheit stark eingeschränkt und die Vorzensur eingeführt. 1935 ließ die Regierung die wichtigsten Presseorgane verbieten bzw. gleichschalten.
Die letzte Ausgabe von Kaja erschien am 17. September 1935. Sie wurde am Folgetag durch die Tageszeitung Uus Eesti ersetzt. Uus Eesti blieb bis zur sowjetischen Besetzung Estlands im Sommer 1940 das offiziöse Sprach- und Propagandaorgan der Regierung.